# Episodi de Lo straordinario mondo di Gumball (prima stagione)
La prima stagione della serie televisiva Lo straordinario mondo di Gumball, composta da 36 episodi, è stata trasmessa negli Stati Uniti, da Cartoon Network, dal 1º ottobre 2012.
In Italia gli episodi sono stati trasmessi dal 7 maggio 2012 su Cartoon Network.
| N° | Titolo originale | Titolo italiano               | Prima TV USA     | Prima TV Italia   |
| -- | ---------------- | ----------------------------- | ---------------- | ----------------- |
| 1  | The Third        | Il terzo amico del cuore      | 1º ottobre 2012  | 1º ottobre 2013   |
| 2  | The Responsible  | Tutta colpa sua!              | 8 ottobre 2012   | 6 ottobre 2013    |
| 3  | The DVD          | Il DVD                        | 15 ottobre 2012  | 15 ottobre 2013   |
| 4  | The Debt         | Il debito                     | 15 ottobre 2012  | 22 ottobre 2012   |
| 5  | The End          | La fine del mondo             | 29 ottobre 2012  | 23 ottobre 2013   |
| 6  | The Dress        | Il vestito                    | 29 ottobre 2012  | 26 ottobre 2013   |
| 7  | The Quest        | La bambola di Anais           | 19 novembre 2012 | 31 ottobre 2013   |
| 8  | The Spoon        | Su le mani!                   | 19 novembre 2012 | 26 novembre 2012  |
| 9  | The Pressure     | Gli amici prima delle ragazze | 3 dicembre 2012  | 6 novembre 2013   |
| 10 | The Painting     | Il disegno                    | 7 gennaio 2013   | 6 novembre 2013   |
| 11 | The Laziest      | Il più pigro                  | 14 gennaio 2013  | 11 novembre 2013  |
| 12 | The Ghost        | Il fantasma                   | 21 gennaio 2013  | 8 settembre 2013  |
| 13 | The Mystery      | Il mistero                    | 28 gennaio 2013  | 7 giugno 2014     |
| 14 | The Prank        | Lo scherzo                    | 4 febbraio 2013  | 17 luglio 2013    |
| 15 | The Gi           | I torsoli del karate          | 11 febbraio 2013 | 13 settembre 2013 |
| 16 | The Kiss         | Un posto felice               | 18 febbraio 2013 | 13 settembre 2013 |
| 17 | The Party        | La festa                      | 25 febbraio 2013 | 14 settembre 2013 |
| 18 | The Refund       | Il rimborso                   | 4 marzo 2013     | 14 settembre 2013 |
| 19 | The Robot        | Il robot                      | 11 marzo 2013    | 15 settembre 2013 |
| 20 | The Picnic       | Il picnic                     | 1º aprile 2013   | 15 settembre 2013 |
| 21 | The Goons        | Scemo per un giorno           | 8 aprile 2013    | 16 settembre 2014 |
| 22 | The Secret       | Giù per il tubo               | 29 aprile 2013   | 16 settembre 2014 |
| 23 | The Sock         | Il calzino                    | 6 maggio 2013    | 19 settembre 2013 |
| 24 | The Genius       | Il genio                      | 13 maggio 2013   | 19 settembre 2013 |
| 25 | The Poltergeist  | Il fantasma                   | 20 maggio 2013   | 18 luglio 2014    |
| 26 | The Mustache     | Da grandi                     | 27 maggio 2013   | 12 aprile 2014    |
| 27 | The Date         | Il primo appuntamento         | 10 giugno 2013   | 23 agosto 2014    |
| 28 | The Club         | Il club                       | 17 giugno 2013   | 3 gennaio 2015    |
| 29 | The Wand         | La bacchetta magica           | 24 giugno 2013   | 31 gennaio 2016   |
| 30 | The Ape          | Miss simpatia                 | 1º luglio 2013   | 31 gennaio 2016   |
| 31 | The Car          | La macchina nuova             | 15 luglio 2013   | 3 maggio 2014     |
| 32 | The Curse        | Che sfortuna!                 | 22 luglio 2013   | 14 maggio 2014    |
| 33 | The Microwave    | Il mostro mangia-tutto        | 29 luglio 2013   | 5 maggio 2016     |
| 34 | The Meddler      | Una mamma ficcanaso           | 5 agosto 2013    | 2 marzo 2017      |
| 35 | The Helmet       | L'elmetto                     | 12 agosto 2013   | 14 maggio 2014    |
| 36 | The Fight        | Il duello                     | 26 agosto 2013   | 31 gennaio 2017   |

## Il DVD
Gumball deve restituire un DVD di un film che tiene da molto tempo, ma per sbaglio lo graffia con una spugna. Per non svelare l'accaduto alla madre Nicole, Gumball e suo fratello Darwin, dopo aver fallito a ingannare il commesso con un DVD finto, faranno di tutto per ripagare il DVD.

## Tutta colpa sua!
Anais viene affidata a Gumball e Darwin ma loro non riescono a gestirla ed ella allaga la casa.
Alla fine la colpa ricade su Internet.

## Il terzo amico del cuore
Gumball e Darwin si annoiano perché non hanno altri amici oltre che loro stessi. Individuano un amico con le caratteristiche che cercano in Tobias Wilson, ma questo stringe amicizia solo con Darwin, escludendo Gumball, che si trova perciò a dover recuperare il suo migliore amico, riuscendoci in quanto entrambi sentivano la mancanza l'un l'altro.

## Il debito
Parcheggiando la macchina, il signor Robinson evita di investire Gumball, il quale si convince però di essere stato salvato dall'uomo. Per ripagare il debito, Gumball cerca in tutti i modi di proteggere il suo salvatore, facendolo solo arrabbiare.

## La fine del mondo
Gumball e Darwin, a causa degli strani avvenimenti che stanno avvenendo in città e delle parole del loro amico Bobert, si convincono che ci sarà la fine del mondo. I due cercano di proteggere la famiglia, ma poi a fine episodio si rendono conto che Bobert intendeva una semplice eclissi solare.

## Il vestito
Richard restringe durante il bucato i vestiti di Gumball che quindi non ha niente da mettersi per andare a scuola. Il padre allora gli dà il vestito da sposa di Nicole, che il ragazzo si deve mettere con riluttanza. Tuttavia tutti lo scambiano per una bellissima ragazza che viene dall'Europa, dandogli dei notevoli vantaggi durante la giornata. Darwin però si innamora di lui, e così Gumball, insieme ad Anais che è l'unica che sa la sua vera identità, inscena la sua partenza.

## La bambola di Anais
Gumball porta sull'autobus per la scuola Daisy, il pupazzo preferito di Anais, che viene lanciata fuori dal veicolo da Tobias. Gumball e Darwin cercano allora di riprenderla, ma questa finisce in mano a Tina Rex che si rifiuta di restituirla alla proprietaria; allora Anais convince i fratelli ad andare alla discarica dove vive il dinosauro per recuperarla ma vengono scoperti e inseguiti. Alla fine scoprono che Tina voleva solo un'amica e Anais le regala la bambola in quanto lei ha già i suoi fratelli Gumball e Darwin.

## Su le mani
È il compleanno di Nicole, ma Richard si dimentica di comprarle il regalo e allora manda Gumball e Darwin a comprarglielo da un benzinaio nonostante sia sera. Qui i due ragazzi vengono coinvolti, a loro insaputa, in una rapina da parte del criminale Sal, un'impronta digitale, armato di un cucchiaio. Dopo aver capito le sue intenzioni, i due fratelli cercano di mettere in salvo il bottino, ma finiscono con creare un incidente. Fortunatamente interviene Nicole che afferra il criminale, ma a causa di un equivoco viene scambiata per la colpevole e arrestata. Tuttavia, anche in prigione, i familiari le fanno gli auguri di compleanno, e viene subito scarcerata (poiché viene preso il vero ladro) ma non prima che lei abbia malmenato Sal.

## Gli amici prima delle ragazze
Gumball, Darwin, Banana Joe e Tobias stringono un patto nel quale giurano di mettere sempre gli amici prima delle ragazze; ma nel frattempo Masami dice alle sue amiche di avere Darwin come fidanzato. Gumball cerca di aiutare il fratello ma continua a venir distratto da Nocciolina, la ragazza della quale è innamorato. Dopo vari tentativi falliti Darwin è costretto ad andare alla casa sull'albero di Molly per baciare Masami come prova che è il suo vero fidanzato, mentre Gumball ci sale di sua spontanea volontà per baciare Nocciolina; ma sul punto di baciarsi intervengono Banana Joe e Tobias che fanno cadere l'albero su cui si trovavano i ragazzi. A causa di questa caduta i due fratelli si baciano fra loro, non capendo che non sono state le due ragazze a baciarli.

## Il disegno
Un disegno di Anais allarma il preside che pensa a un disagio familiare. Consiglia così alla madre Nicole di smettere di lavorare per rilassarsi, al padre Richard di smettere di riposarsi per lavorare, e a Gumball e Darwin di andare dal signor Small, lo psicologo creativo della scuola. Alla fine si scopre che Anais non voleva cambiamenti e che amava la sua famiglia esattamente così com'è.

## Il più pigro
Nicole ordina a Richard di fare le faccende domestiche mentre lei è fuori. Non volendo svolgerle, egli scommette che le eseguirà se Gumball e Darwin trovano qualcuno più pigro di lui; in caso contrario saranno loro a doverle fare. I due fratelli trovano Larry, conosciuto tempo addietro come Larry il Pigro, che, dopo essere stato "battuto" in pigrizia da Richard Watterson, decise di smettere di essere lazzarone. Gumball e Darwin convincono Larry a gareggiare contro Richard, ma finisce per impigrirsi talmente tanto da non avere la forza di presentarsi in casa Watterson. I ragazzi decidono pertanto di gareggiare contro il padre: vince l'ultimo che si alza dal divano. Dopo che Darwin viene lanciato via, Richard si alza dal divano. Gumball e Darwin esultano per aver vinto, ma in quel momento torna Nicole che, vedendo Richard ingobbito passare l'aspirapolvere, crede che il marito si sia dato da fare per svolgere le faccende domestiche e obbliga i figli a farle.

## Il fantasma
Carrie si sente triste perché non riesce a mangiare come gli altri; allora Gumball le presta il suo corpo, ma la ragazza si lascia andare in mega mangiate in giro per la città. Dopo aver chiesto consiglio a svariate persone, Gumball decide di rifiutare a Carrie di prestarle nuovamente il corpo, ma questa se ne impossessa ugualmente. Alla fine Carrie acconsente a prendere possesso di Richard, che potrà così mangiare tutto il cibo che vuole.

## Il mistero
Un mattino, il preside Brown viene ritrovato avvolto nella carta igienica nell'armadietto di Gumball. La signorina Scimmia, l'insegnante della classe di Gumball, inizia a investigare per scoprire chi ha ridotto il preside in quello stato, sospettando principalmente del gatto blu. Infine si scoprirà che l'autrice del fatto è stata involontariamente la Signorina Scimmia stessa.

## Lo scherzo
Gumball e Darwin iniziano a fare scherzi a Richard, il loro padre, che subito si offende e inizia anche lui a fare scherzi ai figli.  Inizierà così una guerra di scherzi tra il padre e i due figli, con gli scherzi che aumentano di intensità, fino a quando Richard fa uno scherzo incredibilmente spaventoso per i figli. Alla fine però si risolve tutto con un abbraccio.

## I torsoli del karate
Gumball e Darwin sono fissati con il karate diventando gli zimbelli della scuola. La madre se ne accorge e interviene per aiutarli ma i due non se ne accorgono fino alla fine dell'episodio. Nocciolina però protegge Gumball nello stesso modo in cui Nicole proteggeva Richard quando i due andavano a scuola.

## Un posto felice
Arriva la nonna Jojo e Gumball vuole ribellarsi al suo bacetto rituale, ma finisce per baciarla sulla bocca. Gumball è sconvolto e Darwin tenta di aiutarlo a dimenticare il bacio. Gumball riesce quindi a dimenticarlo, ma alla partenza della nonna, viene di nuovo baciato in bocca e rimane nuovamente sconvolto.

## La festa
La sorella di Tobias, Rachel, dà una festa per i compagni di liceo, ma ci si intrufolano anche i compagni di classe del fratello, la signorina scimmia e il signor Brown, che le distruggono la casa. Nessuno degli amici di Rachel si presenterà alla festa e Darwin la consolerà.

## Il rimborso
Gumball si accorge che il gioco che ha comprato non va bene per la sua console. Tenta di essere rimborsato, ma non c'è verso di recuperare i soldi. A quel punto entra in gioco il padre che però non riesce comunque a risolvere la situazione perché il direttore del negozio si rivela essere un osso duro piccolo e feroce. Alla fine dell'episodio, al posto del rimborso ricevono a loro insaputa un tritacarte, che distrugge il videogioco.

## Il robot
Bobert è triste perché vuole diventare un ragazzo vero e Gumball lo aiuta a immedesimarsi in un essere umano. Bobert però si immedesima a tal punto da sostituire Gumball sia a scuola che in famiglia rovinandogli la vita. A fine episodio Bobert viene formattato, ma inizia a simulare la voce di Darwin.

## Il picnic
Mentre la classe si dirige verso l'area picnic, Gumball e Darwin si perdono. Gumball non ha paura perché pensa di essere esperto di sopravvivenza, ma in realtà fa perdere ancora di più i due fratelli. Stanchi, infreddoliti e affamati, I due alla fine arrivano all'area picnic e si mettono a mangiare la spazzatura. Il resto del gruppo li lascia nuovamente indietro e i due si perdono nuovamente.

## Scemo per un giorno
Anais, stufa di essere trattata come l'intelligente della famiglia, vuole provare ad essere scema per un giorno. 

## Giù per il tubo
Gumball e Darwin sono bloccati nel bagno della scuola e decidono di confessarsi i loro più grandi segreti. Gumball lo fa, ma mentre Darwin sta per dire il suo, vengono "salvati" da Rocky. Gumball, in preda alla curiosità, tenterà in ogni modo a estorcerglielo, arrivando addirittura a ricreare la situazione nel bagno. Darwin gli dice un segreto finto, ma i due sono veramente bloccati nel bagno e sono costretti a uscire passando dallo scarico del gabinetto. Alla fine Darwin rivela il vero segreto ad Anais. 
NOTA: Il titolo dell'episodio è una citazione all'omonimo film d'animazione del 2006.

## Il calzino
Gumball e Darwin vengono mandati dal signor Small, il consulente della scuola, il quale tenta diversi metodi per fargli smettere di dire le bugie. Tira fuori un calzino a forma di serpente che terrorizzerà i due ragazzi, costringendoli a rimanere in silenzio anche quando la situazione si fa più seria per via di un intervento della polizia.

## Il genio
Darwin fa il massimo dei punti a un test attitudinale, e viene perciò prelevato dal governo, tra lo stupore e la disperazione della sua famiglia. Nicole e Richard, distrutti, adotteranno Rocky, sfrattato dai genitori, mentre Gumball cerca di diventare un genio facendo uscire il suo cervello dalla testa e allenandolo in maniera sbagliata. Anais rivela di aver fatto lei il test, ma al ritorno del governo con Darwin, rispedito a casa in quanto si era capito non fosse un genio, il cervello di Gumball fa credere al governo che colui che stessero cercando fosse Rocky.

## Il fantasma
Gumball trova il signor Robinson particolarmente triste e lo porta nella soffitta di casa. Gumball e Darwin fanno di tutto per rallegrarlo, ma ogni tentativo fallisce. A un certo punto l'uomo rivela che il motivo per cui è depresso è perché è stato lasciato dalla moglie, così i ragazzi cercano di aiutarlo, ma finiscono per peggiorare ulteriormente la situazione. Intanto Richard crede che la casa sia infestata e, dopo aver posizionato delle trappole, vede il signor Robinson con su un lenzuolo bianco; scambiandolo per uno spettro, inizia a colpirlo. Il signor Robinson, non potendone più, inizia a distruggere tutto ciò che gli capita a tiro, e la moglie decide di far la pace con lui.

## Da grandi
Gumball e Darwin desiderano diventare grandi; un giorno il desiderio sembra avverarsi, ma la vita si dimostra molto dura, e i due vogliono tornare bambini. In quel momento fa loro visita Anais, cresciuta a dismisura anche lei, che spiega loro e a Richard e Nicole, che la crescita improvvisa è dovuta a uno speciale prodotto comprato da Richard, che avevano mangiato scambiandolo per cereali. Scoprono così che l'effetto dura solo una settimana, e vanno così a divertirsi al parco.

## Il primo appuntamento
Gumball viene invitato da Nocciolina ad un appuntamento e viene aiutato dai suoi familiari a prepararsi al meglio, ma si rivela essere in realtà il funerale del ragno di Nocciolina. Gumball ritrova però il ragno sul water che lo morde, mandando il ragazzo all'ospedale. Quando si sveglia viene nuovamente morso dal ragno.

## Il club
Tutti a scuola stanno in un club, tranne Gumball, che fa di tutto per entrare in un club, ma poi viene invitato da un gruppo di studenti a essere il re del loro club. In realtà ciò è una trappola, poiché essi intendono pubblicare online un video che ridicolizza Gumball usando il PC della biblioteca scolastica. La famiglia Watterson cerca di fermare il caricamento del video online, ma fallisce; subito dopo Anais rivela di aver hackerato il server della scuola, salvando così la reputazione del fratello.

## La bacchetta magica
Nella confezione dei cereali, Gumball e Darwin trovano una bacchetta magica non funzionante, ma Richard crede nella sua autenticità. Cercando di non fare capire a Richard che la magia non esiste, i due esaudiscono ogni suo desiderio, mettendolo in ridicolo involontariamente e facendogli credere di essere un vero mago.

## Miss simpatia
Alla Signorina Scimmia manca solo un trofeo: quello dell'amicizia. Proverà a farsi amici Gumball e Darwin, ma questo a Nicole non piacerà.

## La macchina nuova
Gumball e Darwin sono impazienti di aiutare il signor Robinson nelle faccende di casa, fino a quando non distruggono accidentalmente la sua auto. In realtà la colpa è anche di Richard e di Nicole.

## Che sfortuna!
A Gumball la giornata a scuola va di male in peggio, al punto che crede di essere maledetto. Darwin ipotizza che il fratello ha esaurito la sua scorta di fortuna e che la sfortuna lo affliggerà per tutto il giorno. Alla fine Gumball va in ospedale.

## Il mostro mangia-tutto
Una disgustosa poltiglia, dopo essere stata cotta nel forno a microonde da Richard, prende vita generando un "bebè", che viene battezzato Kenneth. Ben presto però il piccolo mangia Anais, il postino, Richard e Nicole. Gumball e Darwin devono fermarlo.

## Una mamma ficcanaso
Gumball si sente trascurato dai suoi genitori e Nicole cerca di rimediare, andando a scuola con lui. Il ragazzo si sente inizialmente soffocato dalla madre, ma poi capisce di avere ancora bisogno di qualcuno che lo aiuti a prendere delle decisioni.

## L'elmetto
Gumball crea un elmetto di carta stagnola, ma questo gli porterà molta fortuna e i genitori cercheranno di rubarlo. Darwin e Anais faranno di tutto per distruggerlo.

## Il duello
Gumball viene bullizzato da Tina, e Anais lo convince a reagire.